# ハシナガイルカ
ハシナガイルカ（嘴長海豚、Stenella longirostris）はクジラ目 ハクジラ亜目 マイルカ科 スジイルカ属に属する小型のイルカである。世界中の熱帯の海域に棲息する。

## 名称
種小名longirostrisは、「長い口吻」を意味するラテン語に由来する。また和名の「嘴長」（はしなが）も「くちばし」（口吻）が長いことに由来する。英名の"Spinner Dolphin"（回転イルカ）は、ハシナガイルカがジャンプする際、しばしばスピン（背骨を軸とする方向の回転）しながらジャンプすることに由来する。

## 分類学
ハシナガイルカは、英語では、特に古い文献では、"Long-snouted Spinner Dolphin"（口吻の長い回転イルカ）と呼ばれることがある。これは"Short-snouted Spinner Dolphin"（口吻の短い回転イルカ）とも呼ばれるクライメンイルカと区別するために使われる名前である。ハシナガイルカは1828年、John Gray によって新種として記載された。
現時点で一般に亜種として認められているのは、次の4亜種である。
- Eastern Spinner Dolphin (S. l. orientalis) － 東太平洋の熱帯の海域に棲息
- Central American Spinner Dolphin または Costa Rican Spinner Dolphin (S. l. centroamericana) － 同じく東太平洋の熱帯の海域に棲息
- Gray's Spinner Dolphin または Hawaiian Spinner Dolphin (S. l. longirostris) － ハワイ島周辺の中部太平洋に棲息。ただしよく似た亜種が世界中の海域で見られる
- Dwarf Spinner Dolphin (S. l. roseiventris) － タイランド湾において初めて確認

しかし、ハシナガイルカの多様性は、これらの亜種だけでは説明できないほど大きい。例えば、東太平洋では腹部が白いという特徴をもつ、交雑による種類が知られている。他の海域でも、程度の違いはあるが、個体間の差異がある。

## 形態
ハシナガイルカの体色はほぼ濃い灰色であるが、喉、背、尾びれのあたりなどは、より濃い灰色である。腹部はクリームがかった白であることが一般的であるが、個体による差がかなり大きい。
成体の体長は130cmから235cm程度、体重は25kgから90kg程度である。口吻は細長く、先端は黒っぽい。鰭（ひれ）も同程度のサイズの他のイルカと比較すると長い。背びれは垂直に立っており、東太平洋に棲息する年配の個体では、前方に傾いていることもある。雄は、尾の下面にある瘤状の隆起で識別することができる。
しかし、ハシナガイルカは全クジラ目の中でももっとも多様であると言ってもよく、以上の説明も十分ではない。
妊娠期間は10か月である。メスは4年から7年で、オスは7年から10年で、それぞれ性成熟する。寿命は不明である。

## 行動
ハシナガイルカは数頭の群をなすこともあるし、数千頭もの巨大な群 (school) で行動することもある。英語では"Spinner Dolphin"（回転イルカ）と呼ばれることからもわかるように、ハシナガイルカはスピンしながらジャンプするというアクロバティックな行動を行う。なぜジャンプの際にスピンするのかはわかっていない。仮説であるが、スピンしながらジャンプすることで海中に大きな泡を作り、それが巨大な群の中での反響定位の目標物となる、という説がある。あるいは単なる遊びであるという可能性も高い。短時間で続けざまに、少なくとも14回ものスピンジャンプを行う様子も複数回観測されている。船の船首波を跳ぶこともよくある。
大西洋では、同じようにスピンするクライメンイルカと見間違えやすいが、クライメンイルカはハシナガイルカほどにはスピンジャンプを行わない。またマダライルカとも特徴が似通っている。

## 生息数と分布
ハシナガイルカは世界中の熱帯の遠洋に棲息する。多くは南北回帰線の間に棲息する。広播性を有するとされるが、粗い言い方をすれば、亜種ごとに各地域に分かれて棲息しているようである。全棲息数は不明である。東太平洋においては、魚網による混獲が原因で激減したとされるが、まだ一般的によく見られる種である。

## 人間との関わり

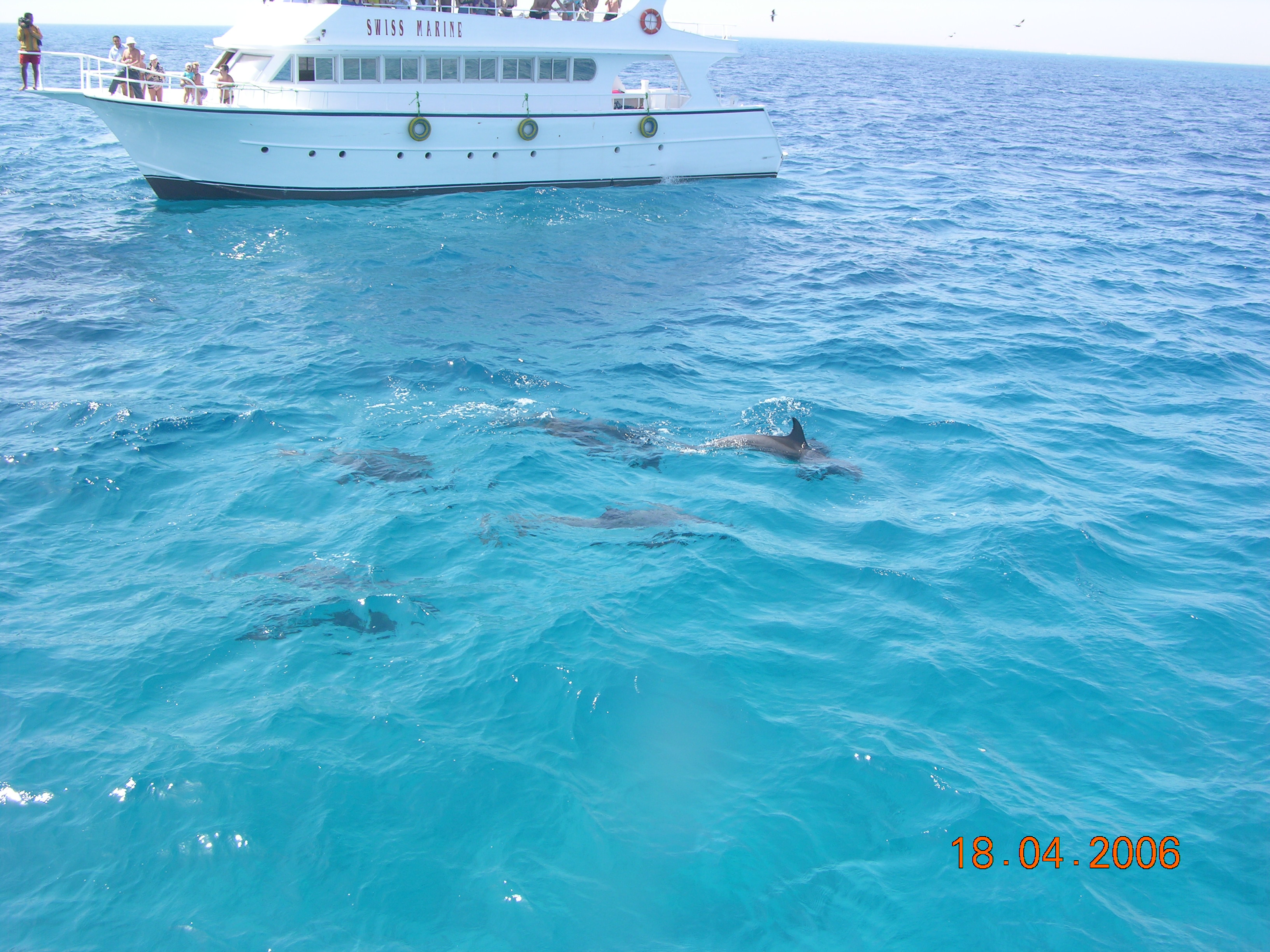
紅海でのドルフィンウォッチング。

ハシナガイルカはハワイにおいて、野生下および飼育下で研究されている。1950年代から行われたまき網を用いたマグロ漁による混獲が原因で、最大200万頭のハシナガイルカ（多くは東太平洋に棲息する腹部が白い種類）が犠牲になっている。Eastern Spinner Dolphin (S. l. orientalis) に限って言えば、棲息数はおよそ半減した。
ハワイでは、ハシナガイルカはドルフィンウォッチングやドルフィンスイミングの対象となっており、イルカの休息地となっている近海の海域へは、日に何度も船が行き来している。厳しい規制がないままでこの状況が続くならば、イルカファンのイルカに会いたいという熱意と、イルカの生息域近くの海域を開拓して「ごく近くで触れ合えます。保証付」を売りにしているツアー業者とにより、結局は「破壊的自然大好き症候群」に陥ってしまう可能性もある。例えば太平洋北西部におけるシャチが同じような状況である。